# Carcelia pilosa
Carcelia pilosa là một loài ruồi trong họ Tachinidae.